# La Poza (La Hulería)
La Poza (La Hulería) es una localidad del municipio de Balancán ubicado en la subregión de los Ríos del estado mexicano de Tabasco.

## Geografía
La localidad se ubica a 23.3 kilómetros (en dirección sudeste) de la localidad de Balancán de Domínguez, la cabecera y lugar más poblado del municipio. Se sitúa en las coordenadas geográficas 17°58′56″N 91°25′00″O / 17.982222, -91.416667, a una elevación de 69 metros sobre el nivel del mar.

## Demografía
Según el Conteo de Población y Vivienda 2020, efectuado por el Instituto Nacional de Estadística y Geografía, la localidad de La Poza (La Hulería) tiene 28 habitantes, de los cuales 15 son del sexo masculino y 13 del sexo femenino. Su tasa de fecundidad es de 1.8 hijos por mujer y tiene 9 viviendas particulares habitadas.
| Gráfica de evolución demográfica de La Poza (La Hulería) entre 1990 y 2020 |
|                                                                            |
| INEGI.                                                                     |